# Trupanea latinota
Trupanea latinota är en tvåvingeart som beskrevs av Hardy 1988. Trupanea latinota ingår i släktet Trupanea och familjen borrflugor. Inga underarter finns listade i Catalogue of Life.